# 八戸線
八戸線（はちのへせん）は、青森県八戸市の八戸駅から岩手県久慈市の久慈駅を結ぶ、東日本旅客鉄道（JR東日本）の鉄道路線（地方交通線）である。八戸駅 - 鮫駅間には「うみねこレール八戸市内線」という愛称が付けられている。
久慈駅で接続する三陸鉄道リアス線とともに、三陸海岸沿岸を走行する。沿線の眺望は丘陵・海岸・工場・都市・高架・田園と様々に変遷する。近年は安全だけでなく景観についても配慮されている。
当線は大半の区間で海沿いを走るが、陸中中野駅（標高約41 m） - 陸中夏井駅（標高約9 m）間の約13 kmは内陸部を走行し、この区間は侍浜駅付近（標高約155 m）を頂点とする勾配区間で55 km/h程度で走行する。なお、侍浜駅付近では30km/hの速度制限を受ける。長苗代駅 - 本八戸駅間の馬淵川橋梁においては機関車牽引列車は30 km/h、気動車列車は40 km/hの速度制限を受ける。八戸都市計画都市高速鉄道八戸線として連続立体交差化が行われ高架線が続く、八戸市内を含め全体的に60 - 70 km/h程度で運転されている。キハ40形・キハ48形で運行されていた当時は、冷房搭載やエンジン換装による性能向上を受けていない原型車がほとんどだったため、列車の運転速度は全体的に低かったが、2017年に新性能気動車のキハE130系が導入されたことにより、ジョイフルトレイン「リゾートうみねこ」を除く一般車全車がキハE130系に統一された2018年からは多少の時間短縮が図られた。また、キハE130系の全車導入完了により当線の全車冷房化が達成された。
2010年の東北新幹線の八戸駅 - 新青森駅間開業に伴い、東北本線の八戸駅 - 青森駅間が青い森鉄道に移管され、大湊線とともに、他のJR在来線と接続のない路線となった（なお、大湊線は新幹線とも接続しないため、八戸線とは若干状況が異なる）。2007年11月、JR東日本が新幹線延伸後も八戸線を運営していく方針であることを正式に発表している。なお、青春18きっぷは青森または野辺地から八戸まで青い森鉄道線の駅で途中下車しないことを条件に使用が認められる特例が新たに設けられた。
2011年3月11日の東北地方太平洋沖地震（東日本大震災）で全線が不通となっていたが、2012年3月17日までに全面復旧した。

## 路線データ
- 路線距離（営業キロ）：64.9 km
- 管轄（事業種別）
  - 東日本旅客鉄道（第一種鉄道事業者）：全線 64.9 km[5]
  - 日本貨物鉄道（第二種鉄道事業者）：八戸駅 - 本八戸駅間 5.5 km
- 軌間：1,067 mm
- 駅数：24（起終点駅含む。八戸貨物駅を除く）
  - 起終点駅を含めたすべての駅が八戸線所属駅となっている。なお、起点の八戸駅は2010年12月3日までは東北本線所属[6]であったが、翌日から同線が青い森鉄道へ移管されたため、JRの駅としては八戸線所属に変更された。
- 複線区間：なし（全線単線）
- 電化区間：なし（全線非電化）
- 閉塞方式
  - 自動閉塞式：八戸駅 - 八戸貨物駅間
  - 自動閉塞式（特殊）：八戸貨物駅 - 本八戸駅間
  - 特殊自動閉塞式（軌道回路検知式）：本八戸駅 - 久慈駅間
- 保安装置：ATS-SN[2]
- 最高速度：85 km/h
- 運転指令所：盛岡総合指令室 (CTC)
  - 運転取扱駅（駅が信号を制御）：八戸駅・八戸貨物駅
  - 準運転取扱駅（入換時は駅が信号を制御）：久慈駅
- 車両基地：盛岡車両センター八戸派出所（八戸駅）
- IC乗車カード対応区間：なし

全線がJR東日本盛岡支社の管轄である。在来線の八戸駅は青い森鉄道の管轄であるが、共同使用駅のため、盛岡支社管内のJR駅としても扱われる。

## 歴史

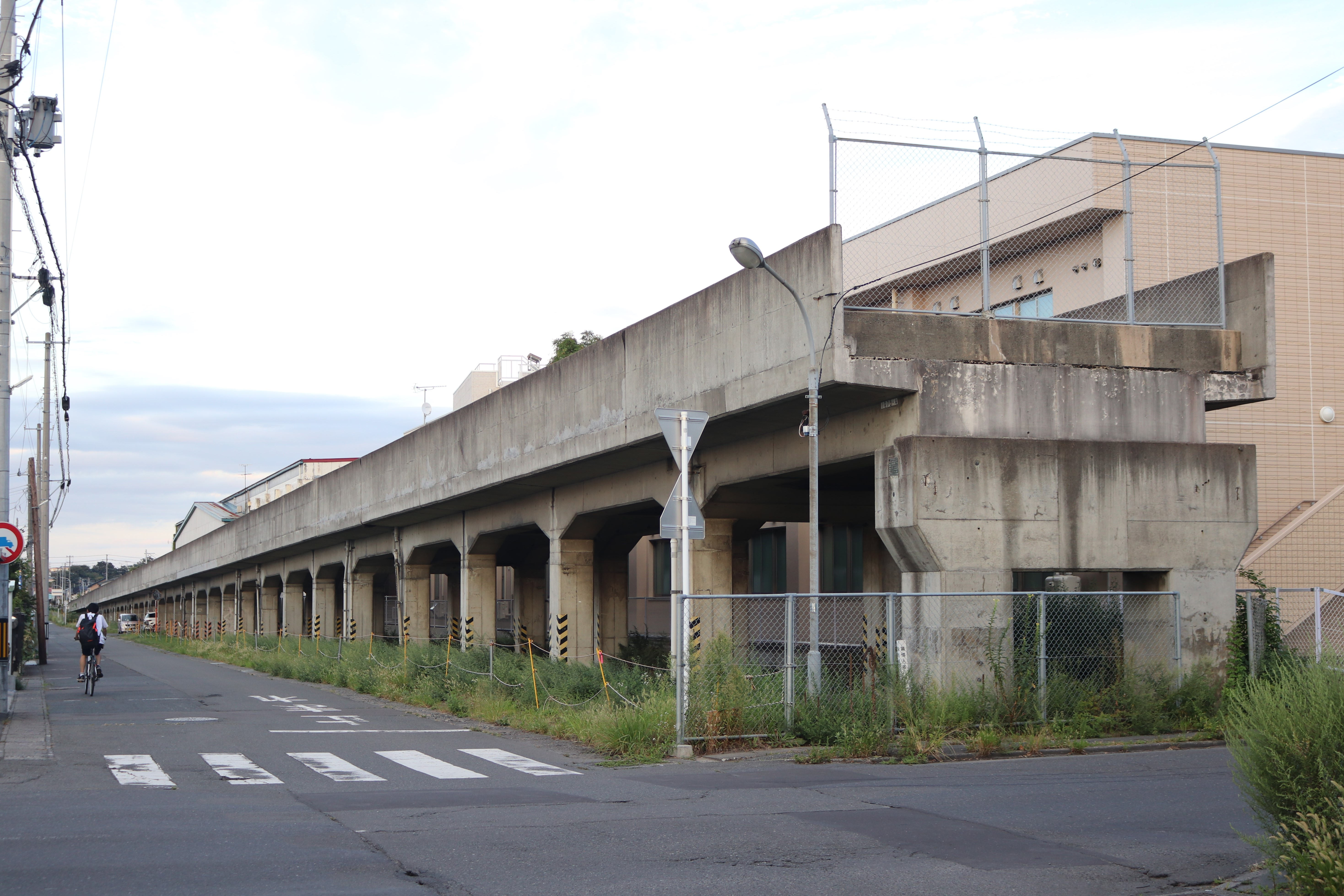
八戸線貨物支線の廃線跡（八戸市小中野）

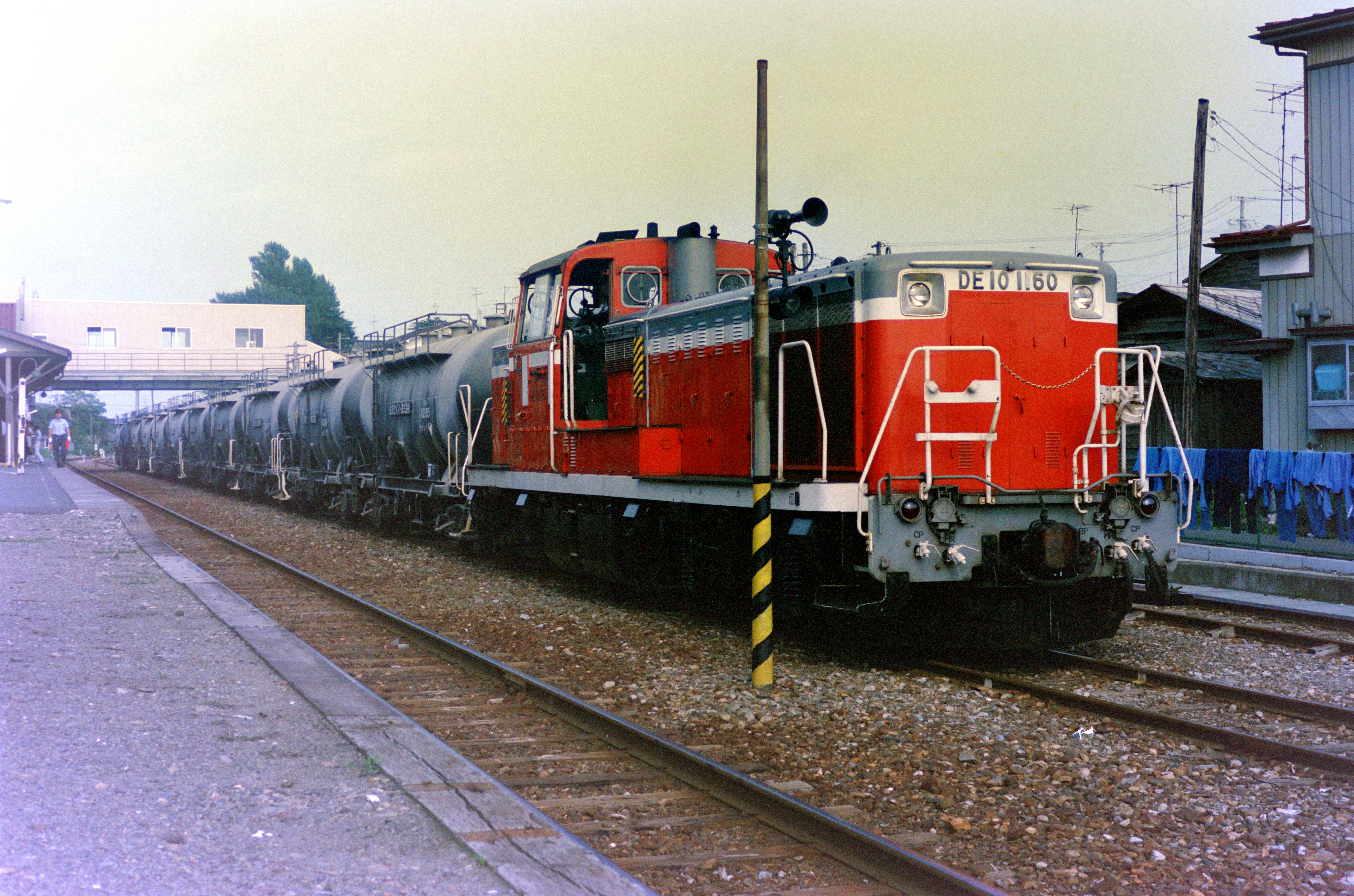
陸奥湊駅で発車を待つDE10 1160牽引のセメント専用貨物列車（1986年）

日本鉄道により1891年に開業した本線（後の東北本線）の駅が海沿いの八戸市街から離れた尻内に設置されたことから、1894年に尻内駅（現・八戸駅）から分岐して八ノ戸（現・本八戸駅）を結ぶ支線を敷設したのが始まりである。同年中に八ノ戸から湊へ延伸され、この状態で日本鉄道は1906年に公布された鉄道国有法により1907年11月1日に買収され官設鉄道に編入後、1909年に八ノ戸線と命名され、1924年に八戸線と改称された。
1924年より八戸（現・本八戸）から分岐する種市への路線延伸工事が行なわれ、翌年には陸中八木、1930年に久慈まで延長されて八戸線が全通した。八戸駅 - 久慈駅間の経路設定にあたっては、当時の陸軍より岩手県大野付近が鉄鋼の原材料供給地であること、有事の際の鉄道破壊を懸念し、海岸線より内陸の大野付近を通過することが望ましいと主張していたが、結局海岸線を通過するルートとなった。
鮫駅 - 久慈駅間は1968年の赤字83線の議論に上がっている。1975年に当線の実質的延長線である久慈線が普代まで開業したが、こちらは国鉄再建法の施行により特定地方交通線に指定され、1984年に第三セクターの三陸鉄道へ転換されている。
陸中八木駅にはJR線における最後の腕木式信号機があったが、2005年6月28日に色灯化され廃止された。タブレット閉塞式を用いて運転していたが、本八戸駅 - 久慈駅間で軌道回路検知式化の工事が進められ、2005年10月には同区間の特殊自動閉塞化が完成し、2005年12月のダイヤ改正時にCTC化された。
2011年3月11日の東日本大震災により宿戸駅 - 陸中中野駅の間で大津波による浸水や線路の流出・水没事故が発生。これにより全線で不通となったが、段階を追って復旧工事を行い、2012年3月17日のダイヤ改正で全線での運行が再開された。JR東日本の東北地方被災地域では7つの路線が地震や津波による路線・駅舎崩壊や浸水などの被害を受けて部分的に運休する区間がある中、全線復旧の第1号となった。復旧工事を行うに当たり、津波や浸水が予想される駅では駅舎に避難経路を作り、また、線路から高台に避難ができるルートも設定された。
なお、列車運行中に津波警報が発表された場合の対策として、車両の乗降口デッキに避難の仕方や避難口の案内などが書かれた「津波警報が発表された場合のお願い」の案内が掲示されているほか、各車両に緊急避難用はしごが配置された。

### 年表
- 1893年（明治26年）3月21日 尻内駅（現・八戸駅） - 湊駅間の支線敷設を閣議決定・認可[8]。
- 1894年（明治27年）
  - 1月4日 日本鉄道が尻内駅（現・八戸駅） - 八ノ戸駅（現・本八戸駅）間を開業[8]。八ノ戸駅を新設[8]。
  - 10月1日 八ノ戸駅 - 湊駅間を延伸開業[8]。湊駅を新設[8]。
- 1906年（明治39年）11月1日 鉄道国有法により日本鉄道が買収・国有化され官設鉄道の路線となる[8]。
- 1907年（明治40年）11月1日 八ノ戸駅を八戸駅（初代）に改称[8]。
- 1909年（明治42年）10月12日 国有鉄道線路名称制定により八ノ戸線となる[8]。
- 1924年（大正13年）11月10日 八戸駅 - 種市駅間を延伸開業[8]。鮫・種差・階上・種市の各駅を新設[8]。八戸線に線名を改称（尻内駅 - 種市駅間・八戸駅 - 湊駅間）[8]。
- 1925年（大正14年）11月1日 種市駅 - 陸中八木駅間を延伸開業[8]。陸中八木駅を新設[8]。
- 1926年（大正15年）7月11日 陸奥湊駅を新設[8]。
- 1930年（昭和5年）3月27日 陸中八木駅 - 久慈駅間を延伸開業し八戸線が全通[8]。陸中中野駅・侍浜駅・陸中夏井駅・久慈駅の各駅を新設[8]。
- 1934年（昭和9年）6月1日 尻内駅 - 鮫駅間ガソリンカー運転開始[11][12]長苗代・小中野・白銀の各駅を新設[8]。
- 1944年（昭和19年）4月1日 八戸駅 - 湊駅間の旅客営業を休止[8]。
- 1954年（昭和29年）8月5日 角の浜駅・玉川駅・宿戸駅の各駅を新設[8]。
- 1956年（昭和31年）
  - 11月19日? 大久喜、金浜、大蛇の各仮乗降場を新設。
  - 12月10日 大久喜・金浜・大蛇の仮乗降場を駅に改める[8]。
- 1959年（昭和34年）2月5日 平内駅を新設[8]。
- 1961年（昭和36年）
  - 4月15日 陸奥白浜駅を新設[8]。
  - 12月25日 有家駅を新設[8]。
  - 12月 久慈市・野田村・種市町・普代村が830万円の鉄道債券を引き受け、久慈駅 - 盛岡駅間の直通列車（準急）の運行開始。
- 1966年（昭和41年）3月25日 青森県営専用線（後の八戸臨海鉄道）の分岐点として北八戸信号場を新設[8]。
- 1970年（昭和45年）10月1日? 青森県営専用線が八戸貨物駅へ延長されたため北八戸信号場を廃止。
- 1971年（昭和46年）
  - 2月1日 八戸駅を本八戸駅に改称[8]。
  - 4月1日 尻内駅を八戸駅（2代）に改称[8]。
- 1972年（昭和47年）10月28日 C58 239によるSLさよなら列車運転[8]。
- 1975年（昭和50年）7月20日 久慈線の久慈駅 - 普代駅間が開業[8]。
- 1977年（昭和52年）7月 長苗代駅 - 陸奥湊駅間、本八戸駅 - 湊駅間高架化[13]。
- 1982年（昭和57年）11月15日 鮫駅 - 久慈駅間の貨物営業を廃止[14]。
- 1984年（昭和59年）
  - 2月1日 陸奥湊駅 - 鮫駅間の貨物営業を廃止。
  - 4月1日 久慈線を廃止、三陸鉄道に転換[15]。
- 1985年（昭和60年）3月14日 本八戸駅 - 湊駅間を廃止[8]。
- 1986年（昭和61年）
  - 8月1日 プレイピア白浜臨時乗降場を新設[16]。
  - 11月1日 本八戸駅 - 陸奥湊駅間の貨物営業を廃止。
- 1987年（昭和62年）4月1日 国鉄分割民営化により東日本旅客鉄道（第1種・八戸駅 - 久慈駅間）[8]、日本貨物鉄道（第2種・八戸駅 - 本八戸駅間）が承継、プレイピア白浜臨時乗降場を臨時駅に改める。
- 1993年（平成5年）12月1日 ダイヤ改正により、全列車が気動車での運転となる。客車列車全廃[17]。
- 2002年（平成14年）12月1日 種差駅を種差海岸駅に改称。
- 2003年（平成15年）4月1日 SLうみねこ号運転[8]（機関車はC11 325、客車は12系客車3両編成で運行）[18]。
- 2004年（平成16年）10月16日 種市駅・侍浜駅での列車交換が廃止され交換設備撤去、侍浜駅無人化。
- 2005年（平成17年）
  - 7月6日 階上駅 - 久慈駅間特殊自動閉塞化。
  - 10月 本八戸駅 - 階上駅間特殊自動閉塞化。
  - 12月10日 CTC化、小中野・白銀・階上・陸中八木の各駅を無人化。
- 2011年（平成23年）
  - 3月11日 東北地方太平洋沖地震とこれにより発生した大津波により全線で不通。
  - 3月18日 八戸駅 - 鮫駅間で運行を再開。
  - 3月24日 鮫駅 - 階上駅間で運行を再開。
  - 3月30日 階上駅 - 久慈駅間で1日3往復の代行バス運行開始（列車による運転再開見込みが立たないため）[19]。
  - 4月7日 東北地方太平洋沖地震の余震発生により全線で再び不通。
  - 4月10日 八戸駅 - 階上駅間で運行を再開。階上駅 - 久慈駅間で代行バス運行を再開。
  - 8月8日 階上 - 種市間で運行再開。
- 2012年（平成24年）3月17日 種市駅 - 久慈駅間で運行再開。これにより全線で運転が再開[報道 1]。なお、当初の全面再開は4月の予定だった。臨時駅のプレイピア白浜駅を廃止[報道 2]。
- 2017年（平成29年）12月2日 キハE130系が運用開始[報道 3]。
- 2018年（平成30年）
  - 3月17日 普通列車の車両をすべてキハE130系に統一し、キハ40系一般車の運用を終了。また、同日のダイヤ改正で三戸発鮫行列車が八戸行電車列車に変更。これにより、国鉄・JR時代から運行されてきた（東北本線→）青い森鉄道線からの八戸線直通列車が廃止[報道 4]。
  - 10月20日 一部列車でワンマン運転を開始[報道 5]。
- 2019年（令和元年）
  - 10月13日 令和元年東日本台風（台風19号）により陸中中野駅構内の路盤が流失し、階上駅 - 久慈駅間が運休[新聞 4]。このほか、陸中八木駅 - 有家駅間などの11か所で盛土流出、侍浜駅 - 陸中夏井駅間などの12か所で切取崩壊の被害を受けた[報道 6][報道 7]。
  - 10月16日 階上駅 - 久慈駅間で代行バスを運行開始し、当該期間中は八戸駅 - 階上駅間では一部列車が運休[報道 8]。
  - 12月1日 階上駅 - 久慈駅間の運転を再開[報道 9][新聞 5][新聞 6]。
- 2023年（令和5年）3月18日 種市駅無人化。みどりの窓口廃止、券売機撤去[20]。

## 運行形態
八戸線は現在臨時列車を除き普通列車のみが運行され、地域輸送に特化された運行形態となっている。2018年3月17日改正をもって、普通列車の車両はすべてキハE130系に統一された。また、2022年現在、すべての定期列車が2両編成で運転されている。
2018年3月17日改正時点で、八戸駅 - 久慈駅間全線通し列車1日9往復に加え、八戸駅 - 鮫駅間には1日10往復の区間列車が設定されており、この区間については昼間の閑散時間帯でも1時間に1本程度の運転間隔となっている。キハE130系にはワンマン運転に対応した設備が搭載されており、2018年10月20日から一部列車がワンマン運転となった。2021年3月13日改正でほぼすべての列車がワンマン運転となり、車掌が乗務する定期列車は夕方の八戸駅 - 鮫駅間1往復のみとなっている。この改正では、朝の久慈始発の1本が階上始発に変更された。
2013年10月19日からは、団体臨時列車としてレストラン列車「TOHOKU EMOTION（東北エモーション）」の運転が開始された。

### 過去の運行形態
2018年3月16日までは、青い森鉄道線三戸始発の直通列車が2本設定されていたが、2018年のダイヤ改正で同線との直通運転は廃止され、すべての列車が線内完結での運転となった。この列車は、2017年3月3日まではいわて銀河鉄道線小鳥谷始発としていたが、翌4日のダイヤ改正で三戸始発に短縮された。
かつては、上記の2本の他に、当線と東北本線（現在のいわて銀河鉄道線・青い森鉄道線）を直通する列車が多数設定されており、国鉄時代の1970 - 1980年代前半には、優等列車として、青森駅直通の急行「なつどまり」、青森駅経由で五能線と直通し青森県の縁を回る急行「深浦」が運行されていた。民営化後の1990年代前後には東北本線一戸・二戸・三戸・三沢・野辺地方面直通の普通列車が多数設定されていたが、1996年の東北本線盛岡以北区間への701系電車投入に伴い当線のディーゼル気動車列車の東北本線乗り入れは限定的となり、東北本線（当時）盛岡方面から当線に直通する前述の朝の下り列車2本を除き解消されている。2016年までは津軽線（蟹田駅 - 三厩駅間の非電化区間）と八戸運輸区の車両を共用していたため、八戸駅 - 青森駅間のキハ40系による気動車列車自体は残存した。
また、1984年に久慈駅から南方に延びる国鉄久慈線が三陸鉄道へ転換され北リアス線となる以前は1日3本程度が久慈線直通で普代駅まで運転されていた。1999年以降は、毎年夏に三陸鉄道北リアス線・南リアス線などからなる三陸縦貫鉄道を経由して八戸駅から仙台駅まで直通する臨時快速列車「リアス・シーライナー」が運転されていたが、東日本大震災で三陸縦貫鉄道の各線が不通となった2011年以降は運転されていない。
また、八戸駅 - 久慈駅間の定期普通列車のうち1日1往復は、土曜・休日などには「リゾートうみねこ」を使用して運転されていた。「リゾートうみねこ」は2011年4月29日から八戸駅 - 階上駅間で運転を開始した（「リゾートうみねこ」運転開始前にはキハ48形改造のジョイフルトレイン「うみねこ」を使用した定期普通列車「うみねこ」が1往復設定されていた）。当初、同年4月23日より、八戸駅 - 久慈駅 - （三陸鉄道北リアス線経由） - 宮古駅間で運転される予定だったが、3月11日に発生した東日本大震災による大津波によって甚大な被害（沿線駅舎の冠水・浸水や線路流出など）を出したことによって運転できなくなったため、計画が変更されたことによるものである。2012年3月17日に八戸線が全線復旧し、運行区間が八戸駅 - 久慈駅間に延長された。2020年3月29日をもって「リゾートうみねこ」の定期運行を終了した。

### 優等列車の沿革
- 1959年（昭和34年）7月1日 盛岡駅 - 大鰐駅（青森経由）間を運行する準急「八甲田」の一部車両を鮫発着とする[8]。八戸線内は普通列車。
- 1960年（昭和35年）12月28日 秋田駅 - 鮫駅間を結ぶ準急「白鳥」が運行開始[8]。奥羽本線・東北本線・八戸線経由で運転[8]。
- 1961年（昭和36年）
  - 9月 準急「白鳥」を改称して準急「岩木」とし、青森駅で系統分離。
  - 10月1日 準急「八甲田」を改称し準急「しもきた」運行開始。八戸線内は普通列車。
- 1962年（昭和37年）7月1日 久慈駅 - 盛岡駅間を結ぶ全線準急の「うみねこ」が運行開始[8]。
- 1965年（昭和40年）10月1日 鰺ケ沢駅 - 鮫駅間を結ぶ準急「岩木」が運行開始[8]。
- 1966年（昭和41年）
  - 3月5日 「うみねこ」を準急から急行列車に格上げ[8]。
  - 10月1日 急行「うみねこ」廃止[8]。2両編成12時間半で久慈駅 - 上野駅間を結ぶ急行「三陸」運行開始。
- 1967年（昭和42年）12月 鮫駅→上野駅間で臨時夜行急行「はちのへ」運転。
- 1968年（昭和43年）
  - 3月25日 「岩木」が急行列車に格上げ、上り列車の始発駅を深浦に変更。
  - 8月 鮫駅→上野駅間で臨時夜行急行「はちのへ」運転。常磐線経由。
  - 10月1日 久慈駅 - 上野駅間の急行「三陸」を急行「八甲田」に統合。青森駅 - 鮫駅間に急行「なつどまり」運転開始（青森駅 - 大湊駅間に運転する編成を青森駅 - 野辺地駅間で併結）[8]。急行「岩木」を急行「深浦」に改称[8]。
  - 当時の八戸線内の急行列車停車駅。
    - 尻内駅（現・八戸駅） - 八戸駅（現・本八戸駅） - 陸奥湊駅 - 鮫駅 - 種市駅 - 久慈駅。
- 1970年（昭和45年）10月1日 急行「八甲田」の久慈編成廃止。久慈駅 - 盛岡駅間の急行「うみねこ」復活[8]。
- 1971年（昭和46年）7月 盛岡駅 - 陸中八木駅間で臨時急行として「たねさし」運転開始（八戸線内は普通列車）。
- 1972年（昭和47年）
  - 3月15日 久慈駅 - 盛岡駅間の急行「うみねこ」廃止[8]。急行「深浦」の運行区間を陸中八木駅まで延長（ただし、八戸線内は普通列車）。
  - 7月 「たねさし」の運行区間を盛岡駅 - 種市駅間に短縮、八戸線内は普通列車として運転。以降、1974年（昭和49年）までの夏季に運転。また、八戸駅 - 久慈駅間臨時快速「久慈」運転開始。
- 1973年（昭和48年）2月1日 快速「久慈」を定期化。
- 1975年（昭和50年）7月 「たねさし」を全区間急行列車として、盛岡駅 - 種市駅間で運転。
- 1976年（昭和51年）7月 「たねさし」を臨時快速へ格下げ。以降1980年（昭和55年）までの夏季に、盛岡駅 - 種市駅間で運転。
- 1978年（昭和53年）10月2日 急行「なつどまり」が快速列車に格下げ（運行区間・併結運転はそのまま）[8]。
  - 廃止時の停車駅：青森駅 - 浅虫駅（現・浅虫温泉駅） - 小湊駅 - 野辺地駅 - 乙供駅 - 上北町駅 - 三沢駅 - 陸奥市川駅 - 八戸駅 - 本八戸駅 - 陸奥湊駅 - 鮫駅。
  - ※大湊線内の停車駅は「しもきた」を参照。
- 1981年（昭和56年）7月 「たねさし」の運行区間を盛岡駅 - 久慈駅間に延長。以降1991年（平成3年）までの夏季に運転。
- 1984年（昭和59年）3月31日 久慈線の三陸鉄道移管に伴い、この日限りで下り快速「久慈」が普代行きから久慈行きに短縮。
- 1985年（昭和60年）7月 快速「うみねこ」として盛岡駅 - 久慈駅間臨時運転。
- 1988年（昭和63年）
  - 3月13日 このときのダイヤ改正により、三戸駅→久慈駅間・久慈駅→三沢駅間を運行する快速列車の名称を「久慈」から「こはく」に変更。快速「なつどまり」の鮫編成を快速「うみねこ」に変更。青森駅 - 野辺地駅間における併結運転は上り列車のみ実施。
  - 7月 仙台駅 - 八戸駅間で「三陸パノラマ号」を運行。（八戸線内は定期列車に併結）。
- 1989年（平成元年）12月 盛岡駅 - 鮫駅間で臨時快速「エーデルワイス」運転。
- 1990年（平成2年）5月 盛岡駅 - 鮫駅間で臨時快速「はるかぜ」運転。
- 1991年（平成3年）4月 盛岡駅 - 鮫駅間で臨時快速「エーデルワイス」運転。
- 1992年（平成4年）7月 「たねさし」の運行区間が一戸駅 - 久慈駅間に短縮。
- 1993年（平成5年）
  - 7月 「たねさし」をこの年の運転をもって廃止。
  - 12月 「こはく」の運行区間を三戸駅→久慈駅間、久慈駅→八戸駅間に変更。
- 1994年（平成6年）12月 「こはく」の運行区間を三戸駅 - 久慈駅間に固定。
- 1995年（平成7年）12月1日 「こはく」の運行区間を八戸駅 - 久慈駅間に短縮。
- 1996年（平成8年）3月16日 快速「うみねこ」の八戸駅 - 鮫間駅廃止。
- 1997年（平成9年）2月1日 快速「うみねこ」を電車化、701系での運転に。
- 1999年（平成11年）7月31日 夏に久慈駅 - 仙台駅間で運転されていた臨時快速「リアス・シーライナー」が八戸まで運行区間延長（以後、2010年まで毎年運転）。
- 2000年（平成12年）12月2日 快速「こはく」廃止（普通列車へ格下げ）。
- 2002年（平成14年）12月1日 快速「うみねこ」廃止。愛称はキハ48形を改造した「ジョイフルトレインうみねこ」が継承。
- 2004年（平成16年）
  - 7月17日 盛岡駅 - 青森駅間（山田線・北リアス線・八戸線経由）で臨時快速「キハ58ぐるっと北リアス号」運転。
  - 7月18日 青森駅 - 鮫駅間で「なつかしの急行なつどまり号」が復活運転。
  - 7月19日 青森駅 - 盛岡駅間（山田線・北リアス線・八戸線経由）で臨時快速「キハ58海の日号」運転。
- 2007年（平成19年）9月8日 八戸駅 - 階上駅間で、びゅうコースター風っこによる臨時快速「風っこシーガル号」運転（同年9月7日から3日間の運転予定だったが、初日の運行が台風9号の影響で八戸線内での運転の見合わせに伴って運休し、2日間のみに短縮された）。
- 2008年（平成20年）
  - 7月24日 臨時快速「リアス・シーライナー」がこの日未明に発生した地震のため、八戸行きが気仙沼線気仙沼駅で運転打ち切り、25日の仙台行きが運休。
  - 9月6日・7日 八戸駅 - 階上駅間で臨時快速「風っこシーガル号」運転。
- 2009年（平成21年）7月25日・26日 八戸駅 - 久慈駅間で臨時快速「風っこシーガル号」運転（久慈行きは「風っこシーガル久慈」、八戸行きは「風っこシーガル八戸」として運転）。
- 2010年（平成22年）3月27日・28日 八戸駅 - 久慈駅間で、リゾートしらかみ橅（ブナ）編成車両による臨時快速「八戸線全通80周年記念号」運転。
- 2013年（平成25年）10月19日 レストラン列車「TOHOKU EMOTION（東北エモーション）」を運転開始。
- 2015年（平成27年）7月1日 夏季の臨時列車として大湊線の臨時快速「はまなすベイライン」を鮫駅 - 八戸駅 - 大湊駅間に延長して運行開始[32]。久々のキハ40系（元「ジョイフルトレインうみねこ」のキハ48形リクライニング車）を使用した快速列車。
- 2021年（令和3年）
  - 1月22日 JR東労組盛岡地本八戸運輸区分会の提言により、4月25日から毎週日曜日限定で臨時快速「館鼻岸壁朝市号」の運転が発表される。
  - 3月2日 4月25日から運転開始予定の臨時快速「館鼻岸壁朝市号」の停車駅が改められ、臨時普通列車として運転することが発表される[33]。
  - 4月25日 毎週日曜日限定運行として、八戸駅 - 鮫駅間で臨時普通列車「館鼻岸壁朝市号」を運転開始。ワンマン運転。
  - 7月4日 臨時普通列車「館鼻岸壁朝市号」を臨時快速列車へ格上げ。
- 2022年（令和4年）7月30日・31日 北東北三県大型観光キャンペーン「ドキドキ、キタキタ 北東北」の一環として団体臨時列車「風っこ やませ号」が八戸駅 - 久慈駅間で運転。

## 車両
以下において車種は特記なければ気動車である。
- キハE130系500番台 - 八戸運輸区所属。
  - 2017年（平成29年）8月に落成し[報道 11][34]、試験走行、試乗会を経て同年12月2日に営業運転を開始した[報道 3]。
  - 2両編成と1両編成それぞれ6編成ずつ計18両が新造され[報道 11]、2018年（平成30年）3月17日のダイヤ改正でリゾートうみねこ以外の全てのキハ40系・48形の置き換えを完了した[報道 4]。車体や主要機器毎に国内外の企業から公募で調達を行った[報道 11][35][報道 12]。
- キハ110系700番台
  - レストラン列車「TOHOKU EMOTION（東北エモーション）」で使用。

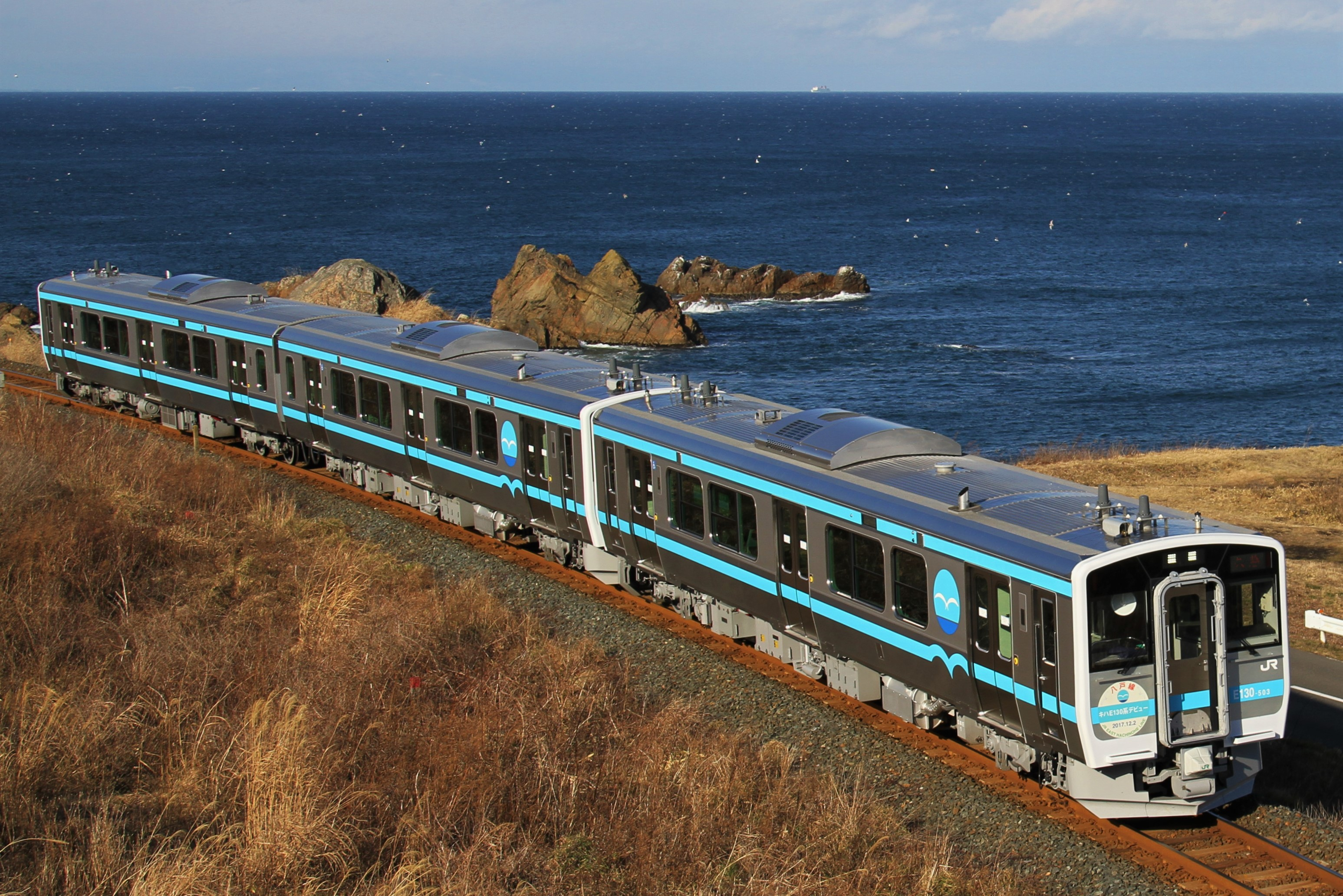
キハE130系500番台
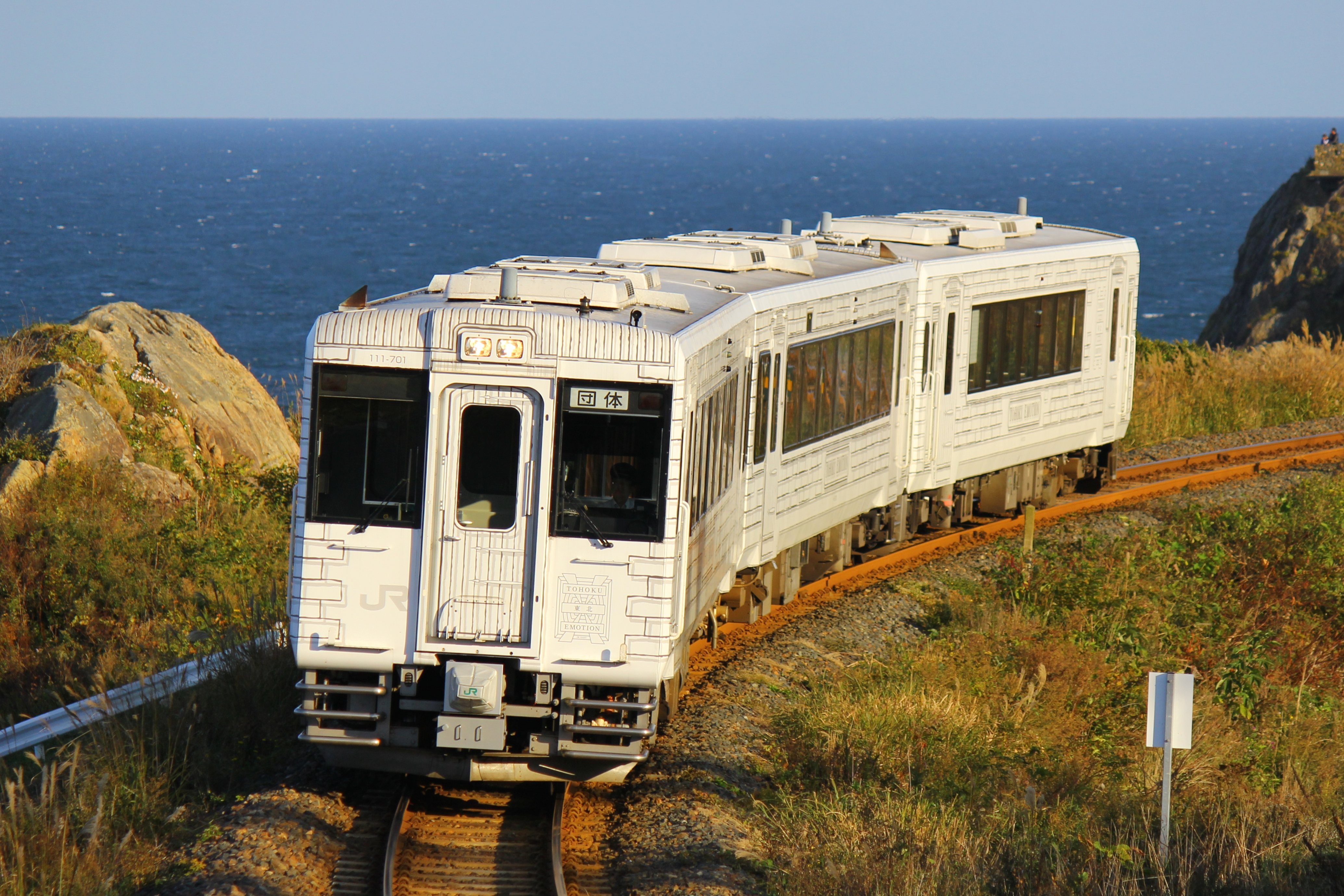
キハ110系700番台「TOHOKU EMOTION」

### 過去に使用された車両
- キハ10系
- キハ20形・キハ22形
- キハ28形・キハ58形
- キハ40形・キハ48形（一般車） - 主に2 - 3両で運転されていた。
  - 冷房改造された車両がなく、ワンマン化された車両も元大湊線使用車両のみであるためオリジナル車両の国鉄時代からの変更点は塗色とトイレの汚物処理装置設置くらいだった。冷房改造がされていないため、数少なくなった扇風機設置車両であるほか、ドア数が少ないことや片引き戸が存在することから冬季は暖気が漏れにくい構造となっている。また旧来のセミクロスシート車両である。
  - 一般車はすべての車両が非冷房車であり、ワンマン運転も行われておらず、各無人駅での車掌による運賃収受が行われていることと相まって、近年では一昔前の非電化路線の姿を残す貴重な存在となっていた。
  - 青い森鉄道線との直通列車はすべて本形式が充当されていた。
  - 2012年の全線運行再開後からは津波対策として車内に避難用梯子が搭載された。
- キハ40形・キハ48形（リゾートうみねこ）
  - 土休日の定期列車などで運行されたジョイフルトレイン。五能線のリゾートしらかみをベースにしており、先頭車両に展望席が設けられている観光列車。

以上の気動車はいずれも、現在の八戸運輸区所属
- 50系客車

盛岡客車区（現・盛岡車両センター）所属

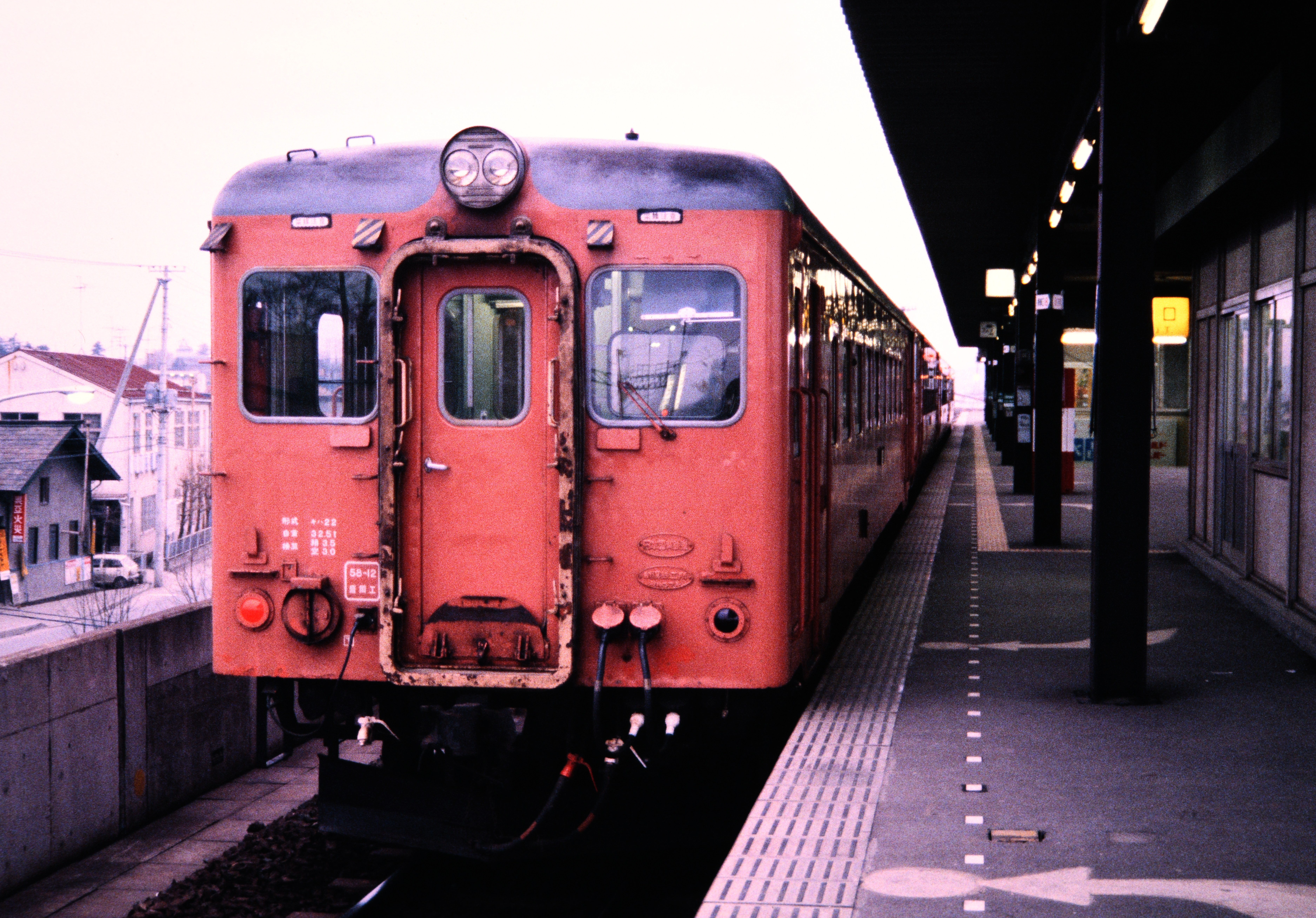
キハ22ほか4連の八戸行普通列車（1986年、本八戸駅）
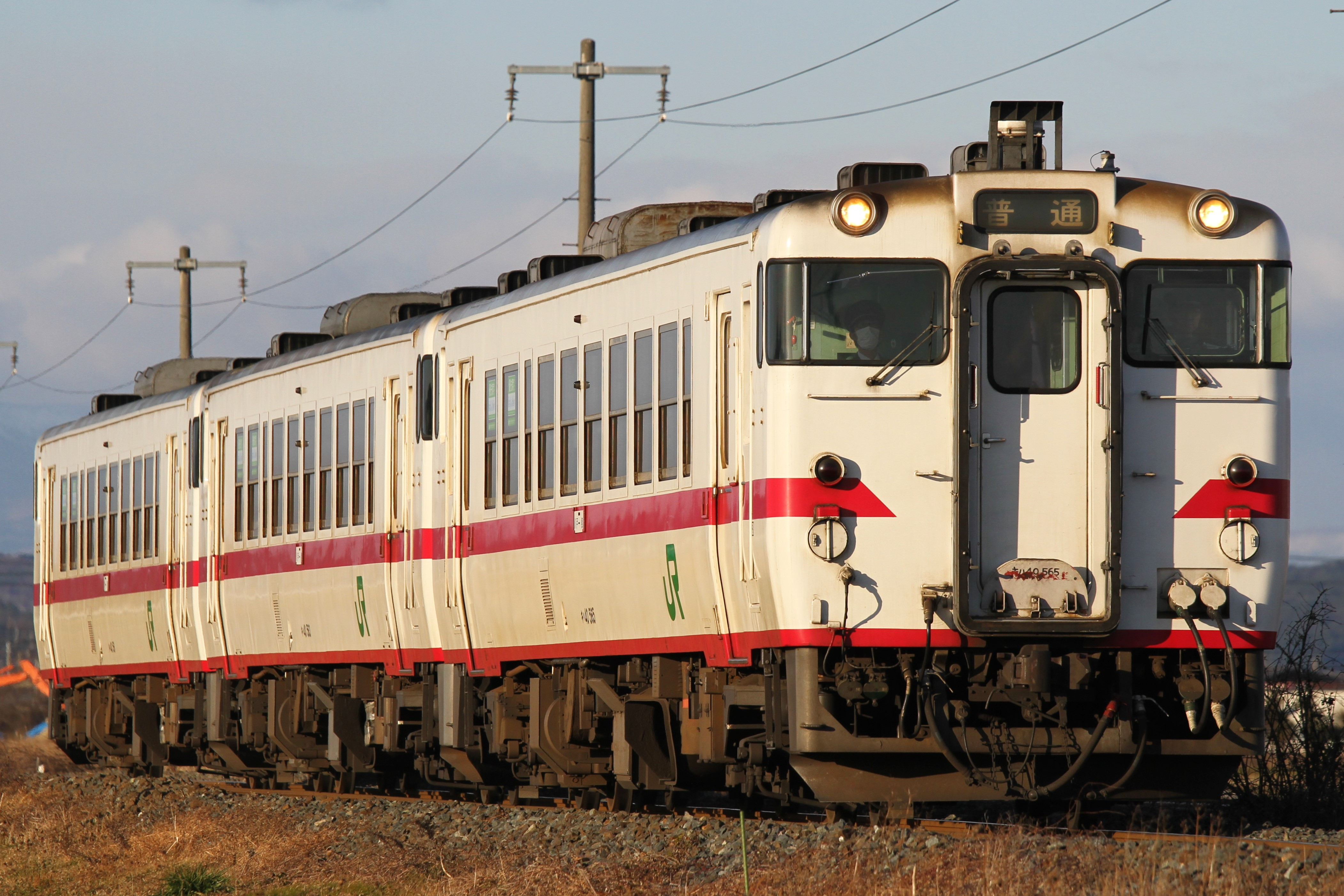
キハ40形（2017年）
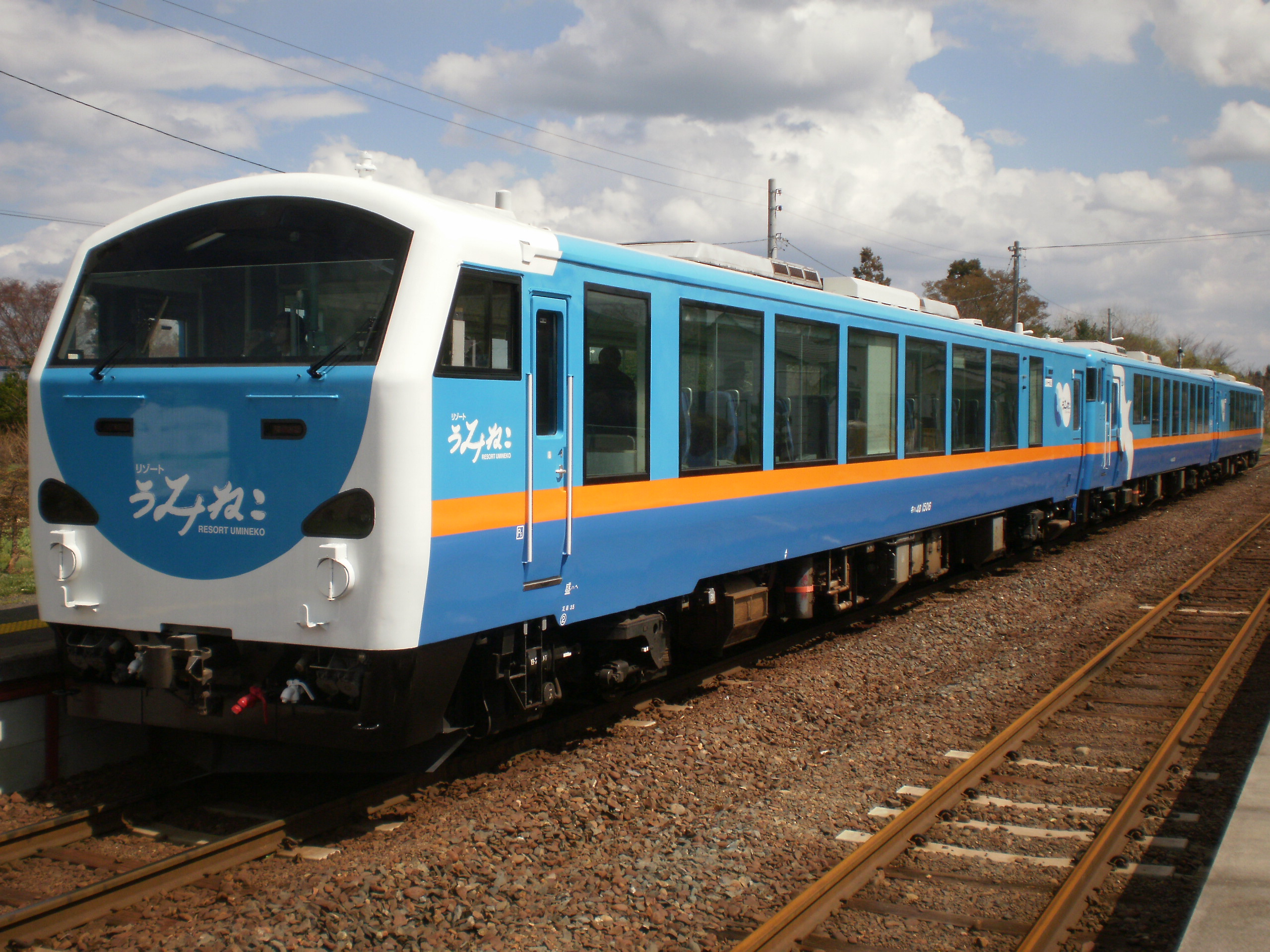
キハ40形・キハ48形「リゾートうみねこ」
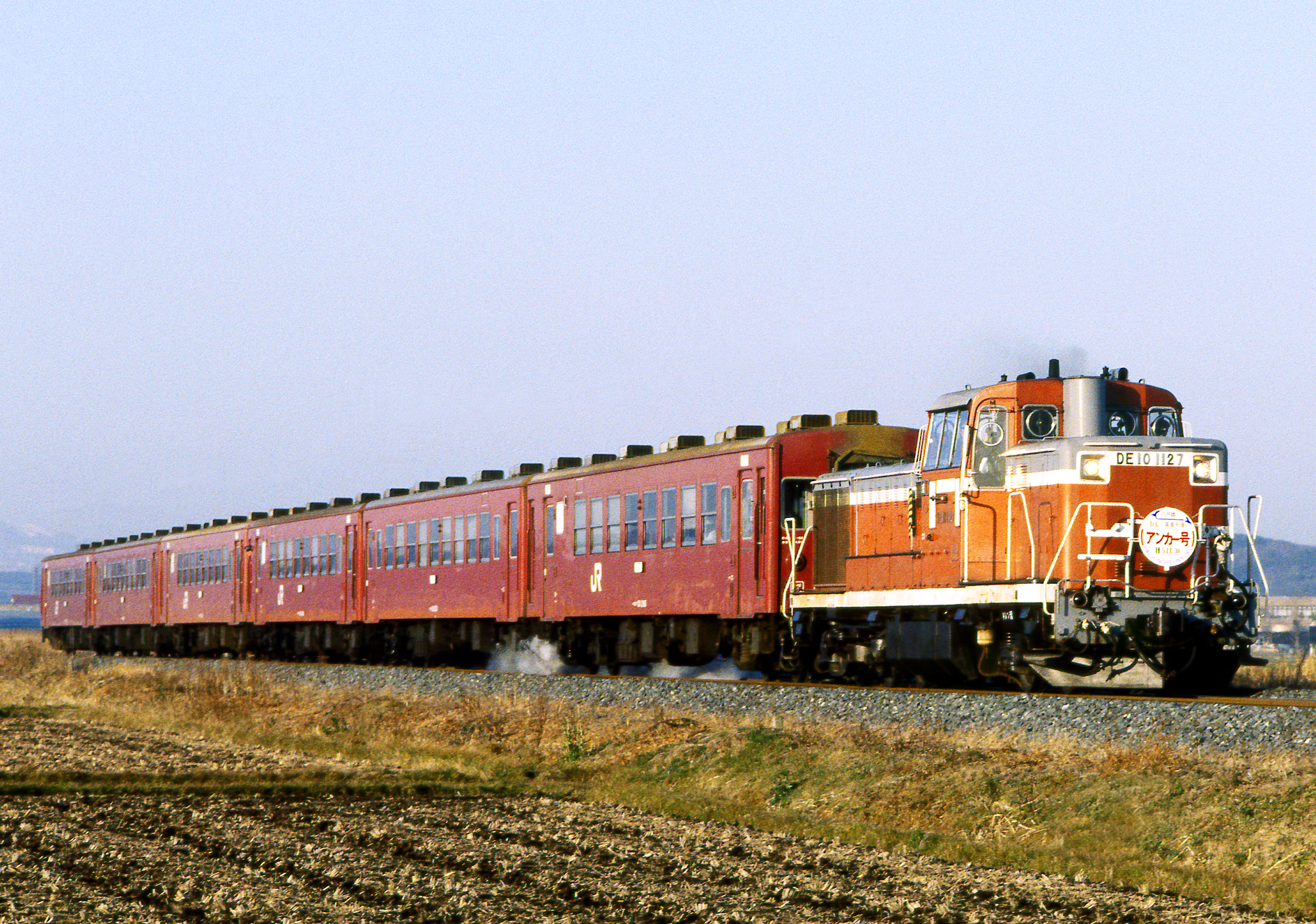
DE10 1127が牽引する50系客車

## 駅一覧
- ◇：貨物取扱駅（定期貨物列車の発着なし）
- 定期列車は全列車が普通列車で全駅に停車。
- 線路（全線単線） … ◇・∨・∧：列車交換可、｜：列車交換不可

| 愛称                     | 駅名           | 営業キロ | 営業キロ            | 接続路線                                              | 線路          | 所在地        | 所在地 |
| 愛称                     | 駅名           | 駅間     | 累計                | 接続路線                                              | 線路          | 所在地        | 所在地 |
| ------------------------ | -------------- | -------- | ------------------- | ----------------------------------------------------- | ------------- | ------------- | ------ |
| うみねこレール八戸市内線 | 八戸駅         | -        | 0.0                 | 東日本旅客鉄道： 東北新幹線 青い森鉄道：■青い森鉄道線 | ∨             | 青森県        | 八戸市 |
| うみねこレール八戸市内線 | （八戸貨物駅） | -        | 1.7                 |                                                       | ◇             | 青森県        | 八戸市 |
| うみねこレール八戸市内線 | 長苗代駅       | 3.4      | 3.4                 |                                                       | ｜            | 青森県        | 八戸市 |
| うみねこレール八戸市内線 | 本八戸駅◇      | 2.1      | 5.5                 |                                                       | ◇             | 青森県        | 八戸市 |
| うみねこレール八戸市内線 | 小中野駅       | 1.8      | 7.3                 |                                                       | ｜            | 青森県        | 八戸市 |
| うみねこレール八戸市内線 | 陸奥湊駅       | 1.7      | 9.0                 |                                                       | ◇             | 青森県        | 八戸市 |
| うみねこレール八戸市内線 | 白銀駅         | 1.3      | 10.3                |                                                       | ｜            | 青森県        | 八戸市 |
| うみねこレール八戸市内線 | 鮫駅           | 1.5      | 11.8                |                                                       | ◇             | 青森県        | 八戸市 |
|                          | 陸奥白浜駅     | 5.7      | 17.5                |                                                       | ｜            | 青森県        | 八戸市 |
| 種差海岸駅               | 2.1            | 19.6     |                     | ｜                                                    |               | 青森県        | 八戸市 |
| 大久喜駅                 | 2.2            | 21.8     |                     | ｜                                                    |               | 青森県        | 八戸市 |
| 金浜駅                   | 2.5            | 24.3     |                     | ｜                                                    |               | 青森県        | 八戸市 |
| 大蛇駅                   | 1.5            | 25.8     |                     | ｜                                                    | 三戸郡 階上町 | 青森県        |        |
| 階上駅                   | 1.7            | 27.5     |                     | ◇                                                     | 三戸郡 階上町 | 青森県        |        |
| 角の浜駅                 | 2.0            | 29.5     |                     | ｜                                                    | 岩手県        | 九戸郡 洋野町 |        |
| 平内駅                   | 2.6            | 32.1     |                     | ｜                                                    | 岩手県        | 九戸郡 洋野町 |        |
| 種市駅                   | 2.1            | 34.2     |                     | ｜                                                    | 岩手県        | 九戸郡 洋野町 |        |
| 玉川駅                   | 3.9            | 38.1     |                     | ｜                                                    | 岩手県        | 九戸郡 洋野町 |        |
| 宿戸駅                   | 1.9            | 40.0     |                     | ｜                                                    | 岩手県        | 九戸郡 洋野町 |        |
| 陸中八木駅               | 3.1            | 43.1     |                     | ◇                                                     | 岩手県        | 九戸郡 洋野町 |        |
| 有家駅                   | 2.7            | 45.8     |                     | ｜                                                    | 岩手県        | 九戸郡 洋野町 |        |
| 陸中中野駅               | 2.6            | 48.4     |                     | ｜                                                    | 岩手県        | 九戸郡 洋野町 |        |
| 侍浜駅                   | 6.0            | 54.4     |                     | ｜                                                    | 岩手県        | 久慈市        |        |
| 陸中夏井駅               | 7.3            | 61.7     |                     | ｜                                                    | 岩手県        | 久慈市        |        |
| 久慈駅                   | 3.2            | 64.9     | 三陸鉄道：■リアス線 | ∧                                                     | 岩手県        | 久慈市        |        |

2023年度の時点で、JR東日本自社による乗車人員集計の対象駅は、八戸駅・本八戸駅・鮫駅・久慈駅である。それ以外の駅は完全な無人駅のため集計対象から外されている。

### 廃止区間
( ) 内は営業キロ
貨物支線（1985年3月14日廃止）
本八戸駅 (0.0) - （貨）湊駅 (2.7)

### 廃止駅
- プレイピア白浜駅：鮫駅 - 陸奥白浜駅間、2012年3月17日廃止

### 過去の接続路線
- 尻内駅（現・八戸駅）：南部鉄道 … 1968年5月17日休止、1969年4月1日廃止

## 利用状況

### 平均通過人員
各年度の平均通過人員（人/日）は以下のとおりである。
| 年度                   | 平均通過人員（人/日） | 平均通過人員（人/日） | 平均通過人員（人/日） | 出典   |
| 年度                   | 全区間                | 八戸 - 鮫             | 鮫 - 久慈             | 出典   |
| ---------------------- | --------------------- | --------------------- | --------------------- | ------ |
| 1987年度（昭和62年度） | 2,513                 | 6,079                 | 1,650                 | [ 37 ] |
| 2011年度（平成23年度） | 854                   | 2,864                 | 407                   | [ 37 ] |
| 2012年度（平成24年度） | 998                   | 2,962                 | 561                   | [ 37 ] |
| 2013年度（平成25年度） | 1,043                 | 2,970                 | 615                   | [ 37 ] |
| 2014年度（平成26年度） | 1,079                 | 3,025                 | 646                   | [ 37 ] |
| 2015年度（平成27年度） | 1,041                 | 2,951                 | 617                   | [ 37 ] |
| 2016年度（平成28年度） | 971                   | 2,809                 | 563                   | [ 38 ] |
| 2017年度（平成29年度） | 907                   | 2,707                 | 507                   | [ 38 ] |
| 2018年度（平成30年度） | 883                   | 2,636                 | 493                   | [ 38 ] |
| 2019年度（令和元年度） | 851                   | 2,640                 | 454                   | [ 39 ] |
| 2020年度（令和02年度） | 638                   | 2,015                 | 333                   | [ 39 ] |
| 2021年度（令和03年度） | 639                   | 2,083                 | 318                   | [ 39 ] |
| 2022年度（令和04年度） | 647                   | 2,167                 | 309                   | [ 39 ] |
| 2023年度（令和05年度） | 702                   | 2,374                 | 331                   | [ 40 ] |

### 収支・営業系数
2019年度（令和元年度）の平均通過人員が2,000人/日未満の線区（鮫駅 - 久慈駅間）における各年度の収支（運輸収入、営業費用）、営業係数、収支率は以下のとおりである。▲はマイナスを意味する。
| 年度                   | 収支（百万円） | 収支（百万円） | 収支（百万円） | 営業 係数 （円） | 収支率 | 出典        |
| 年度                   | 運輸 収入      | 営業 費用      | 計             | 営業 係数 （円） | 収支率 | 出典        |
| ---------------------- | -------------- | -------------- | -------------- | ---------------- | ------ | ----------- |
| 2019年度（令和元年度） | 92             | 1,552          | ▲1,460         | 1,682            | 5.9%   | [ 報道 13 ] |
| 2020年度（令和02年度） | 58             | 1,441          | ▲1,382         | 2,445            | 4.1%   | [ 報道 13 ] |
| 2021年度（令和03年度） | 56             | 1,376          | ▲1,319         | 2,422            | 4.1%   | [ 報道 14 ] |
| 2022年度（令和04年度） | 59             | 1,280          | ▲1,221         | 2,152            | 4.6%   | [ 報道 15 ] |